# День Военно-Морских Сил Вооружённых Сил Украины
«День Военно-Морских Сил Вооружённых Сил Украины» (укр. День Військово-Морських Сил Збройних Сил України) — национальный профессиональный праздник, который отмечается на Украине ежегодно в первое воскресенье июля.

## История
Дата проведения этого праздника неоднократно менялась. Первым появился свой праздник 29 июня 1993 года у украинских моряков гражданского флота, согласно Указу первого Президента Украины Леонида Кравчука от 29 июня 1993 года № 236 «О Дне работников морского и речного флота».
Военные моряки вновь образованных ВМС Украины получили свой профессиональный праздник немного позднее — согласно Указу Президента Украины Леонида Кучмы от 17 августа 1996 года № 708 День Военно-морских сил Украины был установлен ежегодно на 1 августа. Дата был приурочена к завершению первых в истории независимой Украины оперативно-тактических учений «Море-96» (30 июля — 1 августа 1996 г.), в которых ВМС Украины впервые участвовали в качестве вида вооружённых сил Украины. Первое празднование Дня ВМС Украины — 1 августа 1997 года — было ознаменовано официальным поднятием военно-морских флагов Украины на кораблях, катерах и судах, вошедших в состав ВМС Украины после окончательного раздела Черноморского флота ВМФ СССР между Украиной и Россией.
24 марта 2006 года глава государства Виктор Ющенко издаёт новый Указ № 259 «О Дне Военно-морских сил Вооружённых сил Украины», в котором дата праздника для военнослужащих ВМС Украины переносится на последнее воскресенье июля.
Приблизительно два года спустя, 18 ноября 2008 года, Президент В. А. Ющенко издаёт ещё один Указ № 1053/2008 «О Дне флота Украины», которым предписывает считать утратившими силу Указы Президента Украины от 29 июня 1993 г. № 236 «О Дне работников морского и речного флота» и от 24 марта 2006 г. № 259 «О Дне Военно-морских сил Вооружённых сил Украины». В президентском Указе от 18.11.2008 г. № 1053/2008 в числе прочего говорилось: «Установить на Украине профессиональный праздник работников морского и речного флота и военнослужащих Военно-морских сил Вооружённых сил Украины — День флота Украины, который отмечать ежегодно в первое воскресенье июля». С этого времени и до 2015 года гражданский и военный флот Украины отмечали этот день как единый профессиональный праздник.

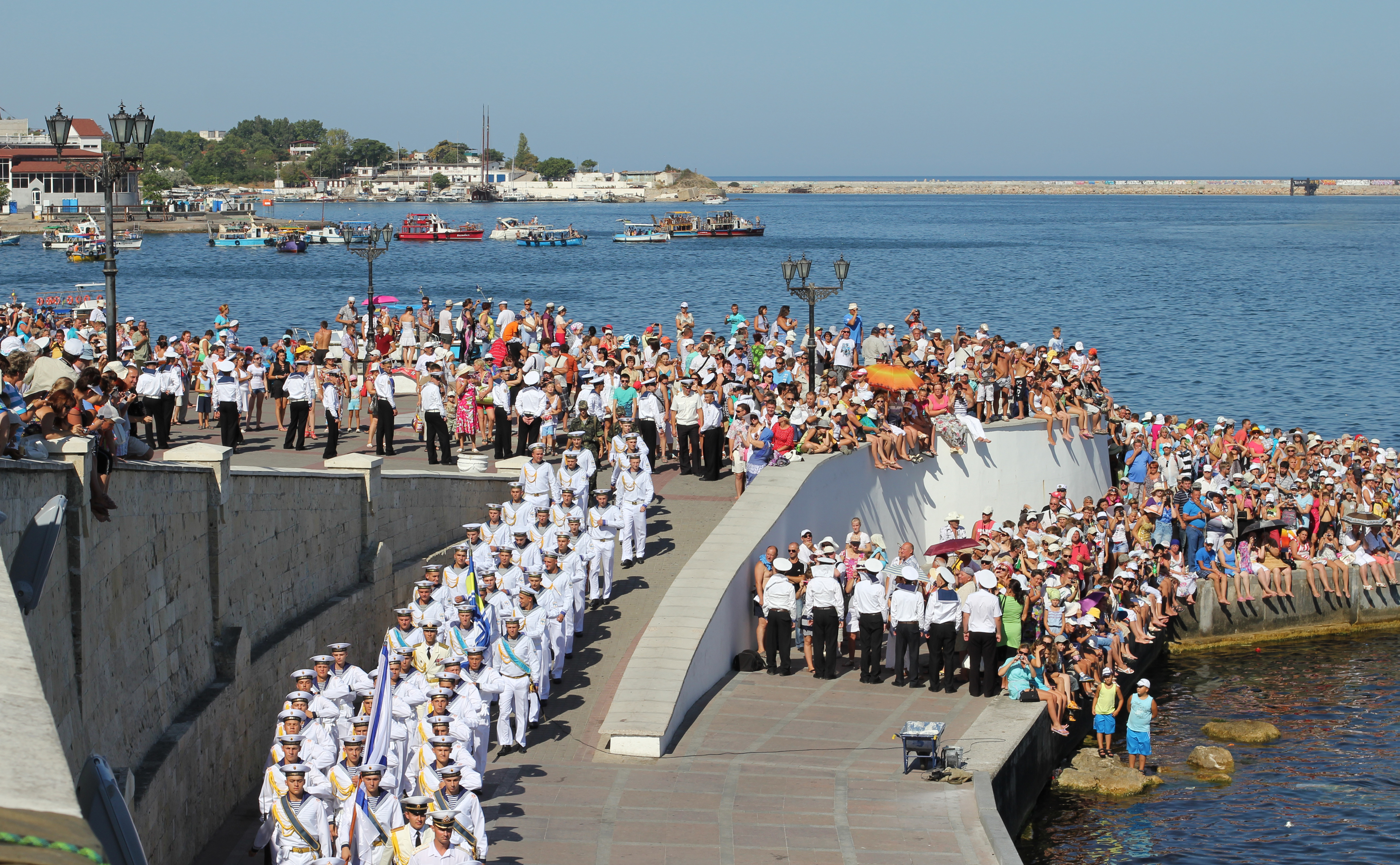
Совместное празднование Дня ВМФ России и Украины в Севастополе. Генеральная репетиция 26 июля 2012 г.

Затем Президент Украины Виктор Янукович в своем Указе от 30.12.2011 г. № 1209/2011 переносит празднования Дня флота Украины на последнее воскресенье июля, таким образом совместив его во времени с празднованием Дня Военно-Морского Флота Российской Федерации (который раньше был в СССР).
Всего в стране насчитывается 18 морских торговых, 4 рыбных и 13 речных портов. В День флота Украины руководство страны и высшие чины ВМС Украины поздравляли своих подчинённых с этим профессиональным праздником, а наиболее отличившиеся сотрудники награждались государственными наградами, внеочередными воинскими званиями, памятными подарками, правительственными грамотами и благодарностями командования.
12 июня 2015 года Президент Украины Пётр Порошенко своим Указами № 331/2015 «О Дне Военно-морских сил Вооружённых сил Украины» и № 332/2015 «О Дне работников морского и речного флота» в свою очередь отменил Указ В. Ф. Януковича, и вновь установил профессиональные праздники непосредственно для военных моряков ВМС Украины (День Военно-морских сил Вооружённых сил Украины) и для моряков украинского гражданского флота (День работников морского и речного флота), которые данными Указами предписывалось отмечать в один день — в первое воскресение июля.